# Mastoureh Ardalan
Mah Sharaf Khanom Mastoureh Ardalan ou Mastura Ardalan (1805-1848) est une poétesse, historienne et écrivaine kurde. Elle est la seule historiographe du Moyen-Orient connue jusqu'à la fin du XIXe siècle.

## Biographie
Mastoureh Ardalan est née à Sanandaj, en 1805 et est morte à Sulaymaniyah en 1848. Elle est membre de l'aristocratie de la principauté ardalienne à Sanandaj. Elle étudie le kurde, l'arabe et le persan sous la supervision de son père, Abolhasan Beig Qadiri. Son mari, Khasraw Khani Ardalan, est le dirigeant de la principauté. La mort de son mari a rendu la principauté vulnérable aux interférences extérieures. Lorsque l'État Qajar conquiert le territoire de Mastoureh Ardalan au XIXe siècle, elle et sa famille partent pour la principauté de Baban à Sulaymaniyah. Son fils, Reza Qulikhan, le successeur de Khasraw Khan, est emprisonné par les Qajars.

## Œuvre
Mastoureh Ardalan écrit plusieurs livres de poésie, d'histoire et de littérature. Elle écrit principalement dans le dialecte hawrami ou gorani du kurde et du persan. Elle est la seule historiographe du Moyen-Orient connue jusqu'à la fin du XIXe siècle. Son livre sur l'histoire de la dynastie kurde Ardalan est particulièrement remarqué. Elle est également la seule femme au XIXe siècle et dans cette région à écrire un livre sur la jurisprudence islamique.

## Hommage
Pionnière et réformatrice de son époque, depuis 2015, une statue lui rend hommage à Sanandaj, en Iran,, créée par le sculpteur iranien Hadi Ziaoddinni.

## Livres
- Khronika Doma Ardalan: Ta'rikh-I Ardalan par Mah Sharaf Khanum Kurdistani et EI Vasileva  (ISBN 5-02-016559-X).
- Divan-i Masturah Kurdistani, recueil de poèmes, 238 pp., 1998  (ISBN 964-6528-02-3).